# التهاب الدماغ المرتبط بمضادات هو
التهاب الدماغ المرتبط بمضادات هو، المعروف أيضًا باسم التهاب الدماغ المرتبط بمضادات ANNA1، هو شكل غير شائع من التهاب الدماغ المرافق للسرطان. قد يسبب أعراض نفسية مثل الاكتئاب والقلق والهلوسة. وقد ينتج عنه أعراض عصبية مثل الهذيان، وفقدان الذاكرة، والضعف، وفقد الحس، والألم، والنوبات الصرعية، ومشاكل في تنسيق حركة الجسم.
التهاب الدماغ المرتبط بمضادات هو غير معروف السبب، لكن الفرضية الأكثر شيوعًا هي أنه ناتج عن مهاجمة جهاز المناعة للجهاز العصبي. يرتبط هجوم الجهاز المناعي هذا بالسرطان في معظم الحالات، وعادة ما يكون السرطان هو سرطان الرئة ذو الخلايا الصغيرة. اسم الحالة نفسه (أضداد هو) على اسم بروتين يصنعه الجهاز المناعي، ويوجد عند جميع المرضى تقريبًا. يتركز العلاج بشكل أساسي على التخلص من السرطان المسبب وقمع جهاز المناعة. ما يزال إنذاره سيئًا للغاية، إذ يموت معظم المرضى بعد أقل من عام من التشخيص.

## العلامات والأعراض
قد تختلف العلامات والأعراض بحسب وقت البدء بالعلاج وجودته ومدته وشدته والاستجابة له. تميل الأعراض إلى الظهور بشكل حاد على مدار أيام إلى أسابيع. تعتمد أعراضه على مناطق الدماغ التي يؤثر عليها المرض، لأن كل جزء معين من الدماغ له وظائفه الخاصة.
تتضمن العديد من الحالات هجومًا على الجهاز الحوفي، المكون من تراكيب مثل اللوزة والحصين والمهاد. تنظم مناطق الدماغ هذه على التوالي الغضب والخوف وتكوين الذاكرة والإشارات الحركية والحسية. قد يصاب المرضى بفقدان الذاكرة وقد تحدث تغيرات مفاجئة في الشخصية. غالبًا ما يكون ذلك مرافقًا لصداع أو توهم أو هلوسة.
في بعض الحالات، تهاجم الأجسام المضادة الناتجة عن هذا المرض بنية أخرى من الدماغ تسمى جذع الدماغ. يعتبر جذع الدماغ مسؤولًا عن الوظائف الجسدية الأساسية مثل التنفس، وبشكل أقل على العواطف والأفكار الأكثر تعقيدًا؛ لذلك ستختلف الأعراض بحسب إصابة الجهاز الحوفي أو جذع الدماغ. قد تشمل الأعراض الدوخة والغثيان والقيء واضطرابات تنفسية قد تتطور أحيانًا إلى فشل في الجهاز التنفسي.

## الأسباب
التهاب الدماغ المرتبط بمضادات هو هو متلازمة مرتبطة بالسرطان. ومع ذلك، قد يحدث أحيانًا بدون وجود أي سرطان. تتفاعل البروتينات داخل الدماغ وتغير السلوك والوظائف الحيوية الأساسية. يصاب البالغون بهذا المرض بشكل أساسي، وعادة ما يكون لديهم سرطان أساسي إما لم يُشخص بعد أو مُشخص أو مُعالَج.
قد تحدث الحالة في أي وقت أثناء السرطان. سرطان الرئة ذو الخلايا الصغيرة هو سرطان شرس وأكثر شيوعًا بين المدخنين ويرتبط بالتهاب الدماغ المرتبط بمضادات هو. الورم الأرومي العصبي هو سرطان يصيب الأطفال بشكل متكرر، وعلى الرغم من أن معدلات وجود مضادات هو لديهم منخفضة نسبيًا، لكن هؤلاء المرضى هم أكثر الأطفال عرضة للإصابة بالتهاب الدماغ المرتبط بمضاد هو.